# Andy Caldecott
Andy Caldecott, född 10 augusti 1964 i Keith, South Australia, död 9 januari 2006, var en australisk motorcyklist som omkom i Dakarrallyt 2006. Caldecott ställde upp tre gånger i Dakarrallyt: 2004 (bröt), 2005 (sexa) och 2006 då han omkom på den nionde etappen av rallyt.